# Christian Minkowitsch
Christian Minkowitsch (* 26. Oktober 1962 in Wien; † 26. März 2018 in Ebensee) war ein österreichischer Komponist.

## Leben
Christian Minkowitsch erhielt ab dem Jahr 1970 Klavierunterricht, später Orgelunterricht bei Franz Kollment. In den Jahren von 1982 bis 1991 studierte er an der Hochschule für Musik und darstellende Kunst Wien Tonsatz bei Dietmar Schermann sowie Komposition bei Heinrich Gattermeyer und Erich Urbanner. Der Abschluss mit Diplom erfolgte im Jahr 1991 ebenda.
Im Jahr 1988 nahm Minkowitsch an den Darmstädter Ferienkursen teil und gründete im selben Jahr zusammen mit Lukas Ligeti, Friedrich Neubarth und Alexander Wagendristel die Improvisationsgruppe Things of NowNow, der er bis zum Jahr 1992 angehörte.
Seit dem Jahr 1991 unterrichtete er am Konservatorium Wien Tonsatz, Komposition sowie Kompositionstechniken des 20. und 21. Jahrhunderts. Bis zum Jahr 2003 wirkte er als Organist in der Neusimmeringer Pfarrkirche sowie der Pfarre Greifenstein/Donau und fiel vor allem durch seine Konzerte als  Improvisator auf.
Christian Minkowitsch kam am 26. März 2018 bei einem Verkehrsunfall im Bartlkreuztunnel im oberösterreichischen Ebensee ums Leben.

## Werke (Auswahl)

### Solomusik
- Improvisation I – Solo für Orgel (1971)[4]
- Stille Nacht – Toccata, Solo für Orgel (1979)[4]
- Improvisation II – Solo für Orgel (1972)[4]
- Zwei kleine Stücke für Klavier – Solo für Klavier (1986)[4]
- Christ ist erstanden – Partita, Solo für Orgel (1986)[4]
- Mobile – Solo für Klavier (1987/1988)[4]
- Metamorphose – Solo für Orgel (1988)[4]
- Choral – Solo für Orgel (1988)[4]
- Unüberwindlich starker Held, St. Michael – Vorspiel, 4 Zwischenspiele und Nachspiel für Orgel (1989)[4]
- Take off – Solo für Orgel, gewidmet an Johannes Zimmerl (1989)[4]
- Take off II – Solo für Orgel (1989)[4]
- Von Draußen – Solo für Klavier (1989)[4]
- Menuett – Solo für Orgelpositiv (1989)[4]
- Fantasie – Solo für Orgel (1989)[4]
- Maluma – Solo für Flöte (1989)[4]
- brelludeum – Solo für Orgel (1990)[4]
- Out of Marzipan – Marzipan ist die Hauptstadt von Tiramisu, Solo für Klavier (1991)[4]
- Kein Pfeffer für Marzipan – Solo für Klavier (1993)[4]
- Die unerträgliche Feuchtigkeit des Leims II – Solo für Orgel (1994)[4]
- Maluma 2 – Solo für Flöte (1995)[4]
- ... nicht für Anstandsdamen bestimmt – Klavierzyklus, Solo für Klavier (1995)[4]
- Café olé 2 – Solo für Orgel, gewidmet an Thomas Schmögner ()[4]
- Nocturne – Solo für Klavier (1997)[4]
- Café olé 5 – Solo für Klavier (1999)[4]
- Café olé 9 – Solo für Orgel (2004)[4]
- Choralimprovisationen – Solo für Orgel (2005/2006)[4]
- Maluma 3 – Solo für Baritonsaxophon (2007)[4]

### Ensemblemusik
- Musik für Flöte und Klavier (1987)[4]
- Spielereien – Duo für Sopranblockflöte und Orgel (1987)[4]
- Quartett – für vier Violinen (1988/1989)[4]
- lichtscheinbar – Quartett für zwei Violinen, Viola und Violoncello (1989)[4]
- Afternoon Sunrise – Quintett für Flöte, Blockflöte, Perkussion, Synthesizer und Dudelsack (1989)[4]
- Das Schlaftier – Trio für Perkussion, Synthesizer und Dudelsack mit Solostimme (1989)[4]
- Frederick’s Delight – Trio für Perkussion, Holzperkussion und Dudelsack mit Synthesizer (1990)[4]
- Das Betthupferl – Quintett für Flöte, Blockflöte, Lotusflöte, Perkussion und Synthesizer (1990)[4]
- karl ein karl – Duo für Klavier vierhändig (1990)[4]
- Get out – für Perkussion, Synthesizer und Dudelsack (1991)[4]
- Passacaglia – Quartett für Blockflöte, Perkussion, Synthesizer und Dudelsack (1991)[4]
- Die unerträgliche Feuchtigkeit des Leims I – Quartett für Flöte, Blockflöte, Perkussion und Synthesizer (1991)[4]
- Unter der Bedeckung eines Hutes – Duo für Orgel und Violine (1991)[4]
- Nownowism – Kollektivkompositionen, Quartett für Flöte, Perkussion, Synthesizer und Dudelsack (1991)[4]
- Ohne Umschweife – Duo für Blockflöte und Klavier (1992)[4]
- Zlumfz – Sextett für zwei Trompeten, drei Posaunen und Orgel (1993)[4]
- Der sechste Sinn – Quintett für Flöte, Klarinette, Klavier, Violine und Violoncello (1994)[4]
- Café olé 3 – Duo für Trompete und Orgel (1996)[4]
- Der sechste Sinn 2 – Trio für Klavier, Violine und Violoncello (1999)[4]
- Short stories – Septett (2000)[4]
- 4 Stücke – für Orgel zu 4 Händen und Füssen (2000)[4]
- The Minimal Farm – Duo für Saxophon und Orgel (2002)[4]
- Café olé 8 – Trio für Klavier, Violine und Violoncello (2003)[4]
- The Minimal Farm 2 – Duo für Klavier und Violoncello (2004)[4]
- Unceremonious Ceremonies – für 7 Blechbläser und 2 Schlagzeuger (2006)[4]
- Café olé 10 – Trio für Flöte, Klavier und Violine (2007)[4]